# Belostoma
Genre
Synonymes
- Belastoma (misspelling)[1]
- Perthostoma Leidy, 1847[1]
- Zaitha Amyot & Serville, 1843[1]

Belostoma (Bélostome en français) est un genre d'insectes hémiptères de la famille des Belostomatidae, de la sous-famille des Belostomatinae. Ces insectes ressemblent à des nèpes de grande taille. On en compte une septantaine d'espèce distribuées dans le Nouveau-Monde. 

## Description
Avec un corps de forme allongée ellipsoïde et de couleur brunâtre, il se distingue des autres Belostomatidae par un premier segment du rostre plus long que large, des sternites abdominaux non subdivisés latéralement par des sutures, et des spiracles situés près du centre des latérotergites ventraux (par contraste avec les Lethocerinae); les tibias et tarses postérieurs ont la même épaisseur que les tibias et tarses médians (alors que chez Lethocerus, ils sont plus larges); des tarses antérieurs à seulement deux segments avec une griffe antérieure bien développée, et une griffe postérieure vestigiale ou absente (par contraste avec les Diplonychini); des antennes à 4 articles, dont le 4e n'a qu'une excroissance en forme de doigt, de forme légèrement plus bulbeuse que les excroissances des 2e et 3e articles; les membranes sont présentes (en commun avec Appasus, alors que la membrane est réduite chez Abedus et Diplonychus).

## Répartition
Ce genre est rencontré sur le continent américain, avec sa plus grande diversité en Amérique du Sud (zone néotropicale), et notamment au Brésil.  
Les groupes de B. flumineum et de B. minor se rencontrent en Amérique du Nord (au Nord-Est du continent et, au sud, de la Californie à la Floride). Dans les Caraïbes se rencontrent B. minor, et B. subspinosum. Toutes les autres groupes d'espèces se rencontrent dans la zone néotropicale, avec notamment une quarantaine d'espèces au Brésil. Au Chili, seules deux espèces sont connues. 
Une seule espèce se rencontre au Canada, y compris au Québec, B. flumineum,, le bélostome des rivières. 

## Biologie
Ces insectes sont aquatiques, habitant les eaux lentiques, en particulier les mares à végétation aquatique, les rives de lacs et les marais. Il peut s'agir dans certains cas de plans d'eau temporaires, qui obligent alors ces insectes à migrer. Dans ces cas, la musculature des ailes est plus développée que chez les espèces qui habitent des plans d'eau permanents.

### Alimentation et prédation
Ce sont des prédateurs carnivores qui peuvent manger des arthropodes aquatiques, mais également de petits poissons, des têtards et de petits batraciens, ainsi que des escargots aquatiques (Pseudosuccinea columella et Physa vernalis pour B. flumineum, par exemple, Physa gyrina pour B. lutarium).  Aux stades juvéniles, ils peuvent se nourrir de larves de moustiques. Cela en fait des auxiliaires précieux car tant les moustiques que les escargots peuvent être vecteurs de maladie,. Les proies peuvent à leur tour développer des stratégies d'adaptation pour résister à cette prédation. Il a été démontré que les têtards d'une espèce d'amphibiens se déplacent sur un fond plus sombre, pour mieux passer inaperçus, alors que des espèces d'escargots augmentent la taille de leur coquille pour s'y replier et échapper aux Bélostomes.  
Les Bélostomes saisissent leur proie par les pattes antérieures, dont le tibia se replie sur le fémur. Ils la piquent ensuite et injectent leur salive, dont la composition, formée notamment de lipides et de lysophospholipides neurotoxiques, permet à la fois la paralysie, voire la mort de la victime, et sa digestion extra-orale. Le rostre aspire ensuite les parties liquéfiées. 
Les Bélostomes peuvent eux-mêmes être victimes de prédateurs, tels des oiseaux, voire des alligators subadultes. Ils peuvent également être attaqués par des parasites.

### Reproduction et cycle de vie
Les œufs sont pondus sur le dos des mâles, qui les protègent et les humidifient régulièrement,,. Cette adaptation induit un coût pour les mâles en terme d'efficacité dans la recherche de nourriture, dans la mobilité et la longévité. Cela peut amener des mâles à se débarrasser de la ponte. Ce comportement semble plus fréquent si l'amas d’œufs est plus petit, en cas de températures basses, ou si les mâles sont isolés des femelles.
L'incubation dure une dizaine de jours, et le stade adulte, après les cinq stades juvéniles, est atteint après une cinquantaine de jours.
Chez B. flumineum, le bélostome des rivières, présent dans le nord-est de l'Amérique du Nord, l'hiver est passé au stade adulte, et cette hibernation a lieu de la boue.  Chez cette espèces, les adultes se reproduisent au printemps, et les jeunes de l'année à l'automne. Selon les constatations d'une étude, cette seconde période de reproduction est en train de se réduire, en lien avec le changement climatique. 
La phénologie des juvéniles est fortement corrélée à celle des proies. L'appareil génital a été bien étudié,.

### Génétique
Sur le plan chromosomique, les Belostoma comptent entre 8 et 29-30 chromosomes, et avec les formules suivantes pour les chromosomes sexuels, XY, XXY, ou XXXY et chez les mâles, et jusqu'à XXXX chez les femelles,,. Ils auraient évolué à partir d'un ancêtre commun ayant 28 chromosomes (26+XX et 26+ XY) par agmatoploïdie (fractionnement de chromosomes) et simploïdie (fusion de chromosomes),,. 

## Galerie

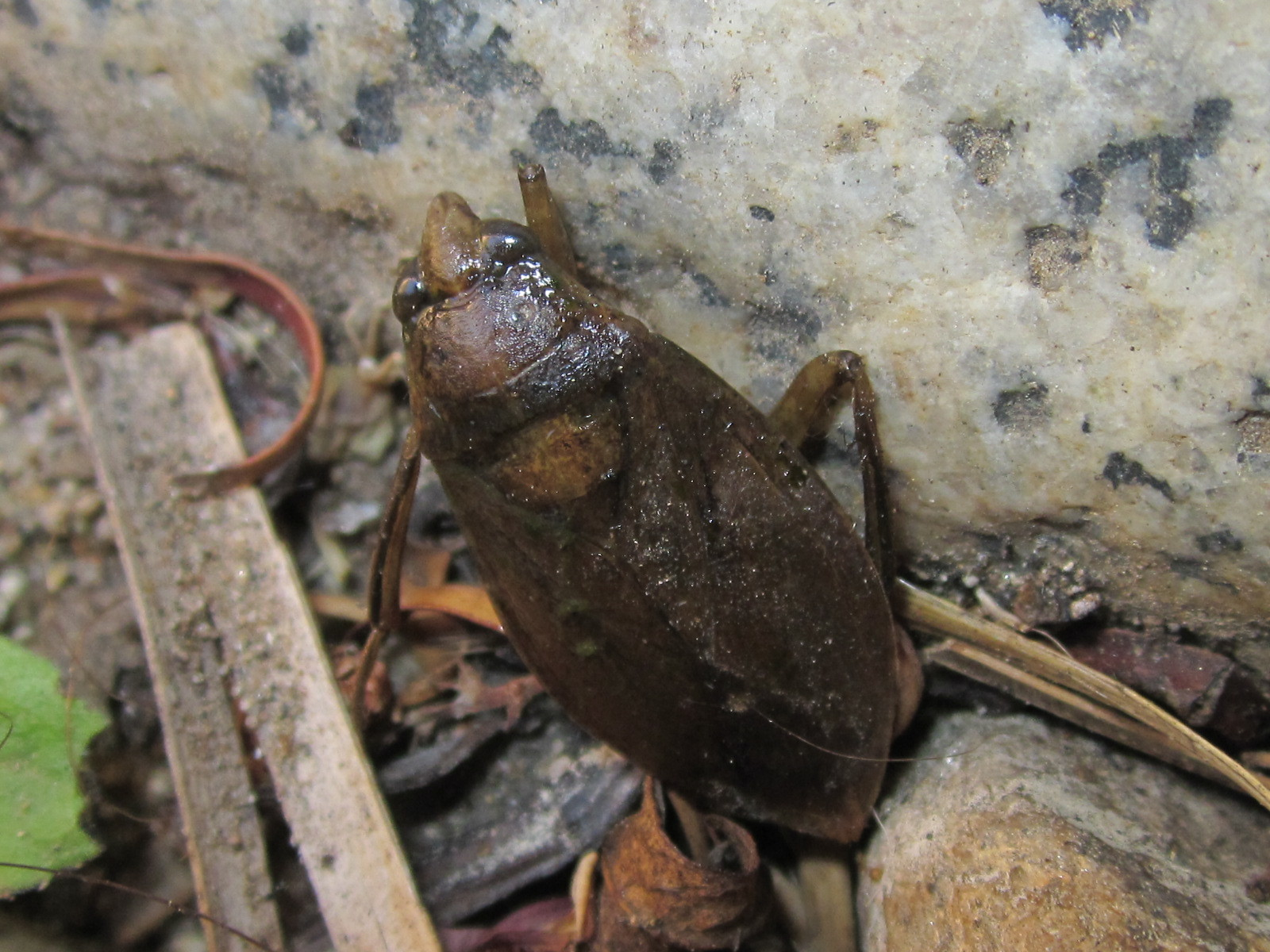
Belostoma bifoveolatum, Valparaiso, Chili.
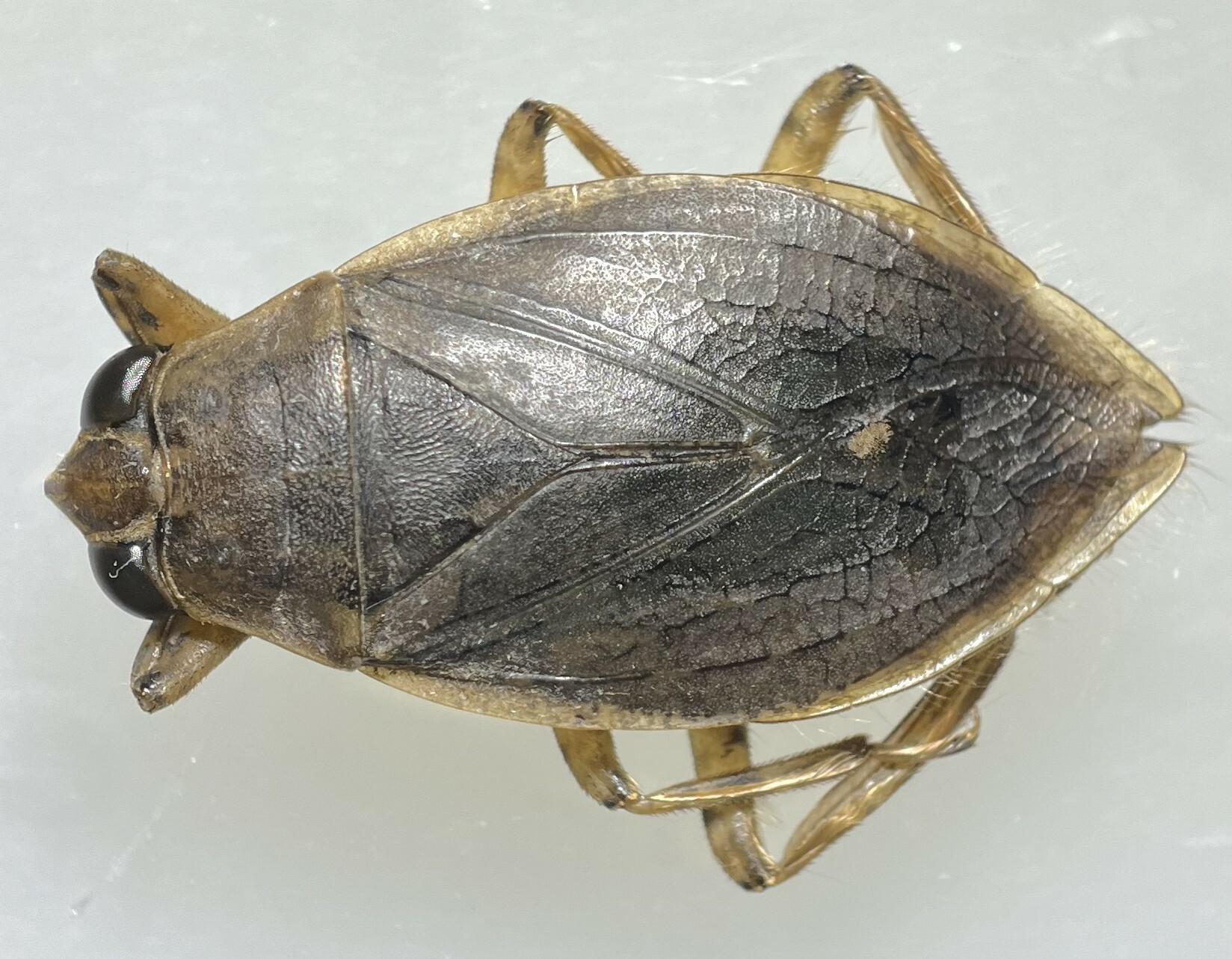
Belostoma confusum, Port O'Connor, Texas (États-Unis).
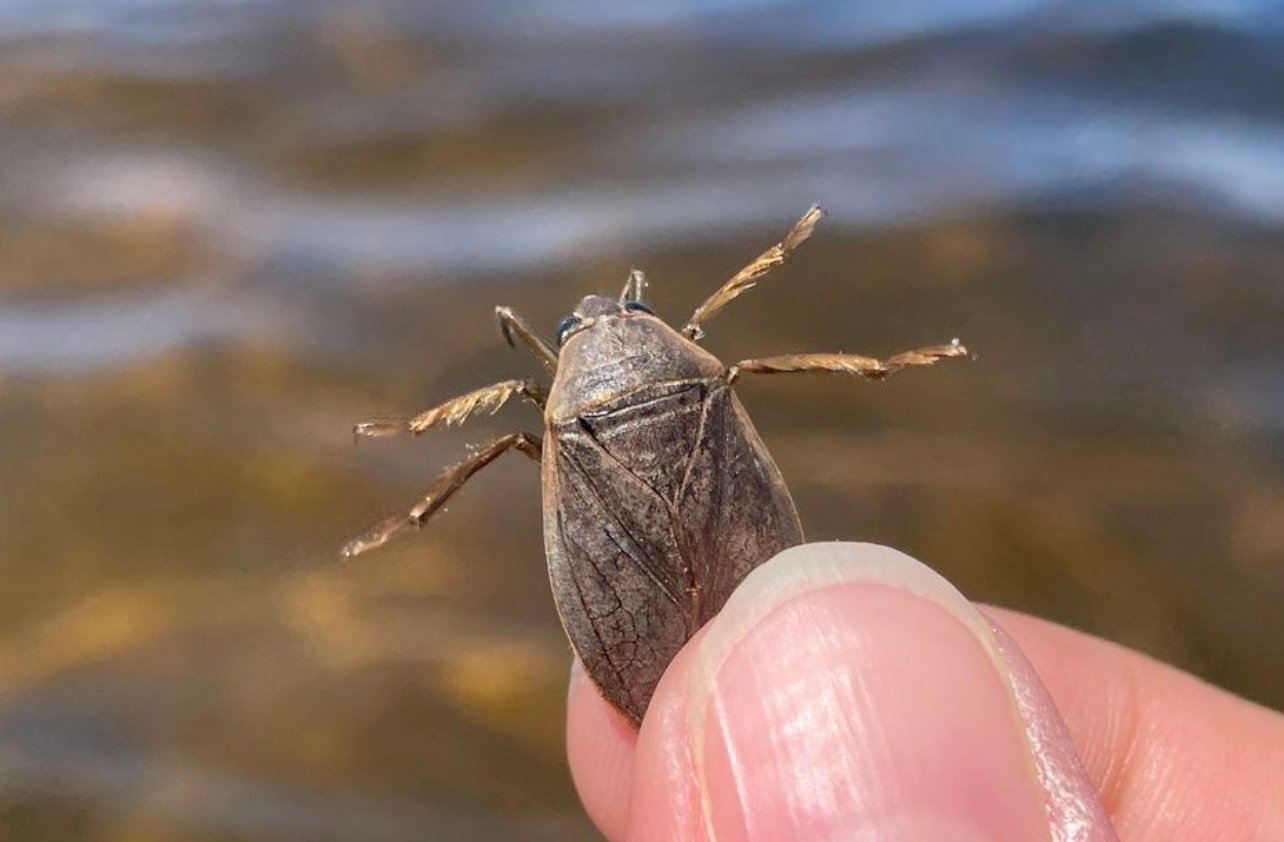
Belostoma flumineum, Wisconsin (États-Unis).
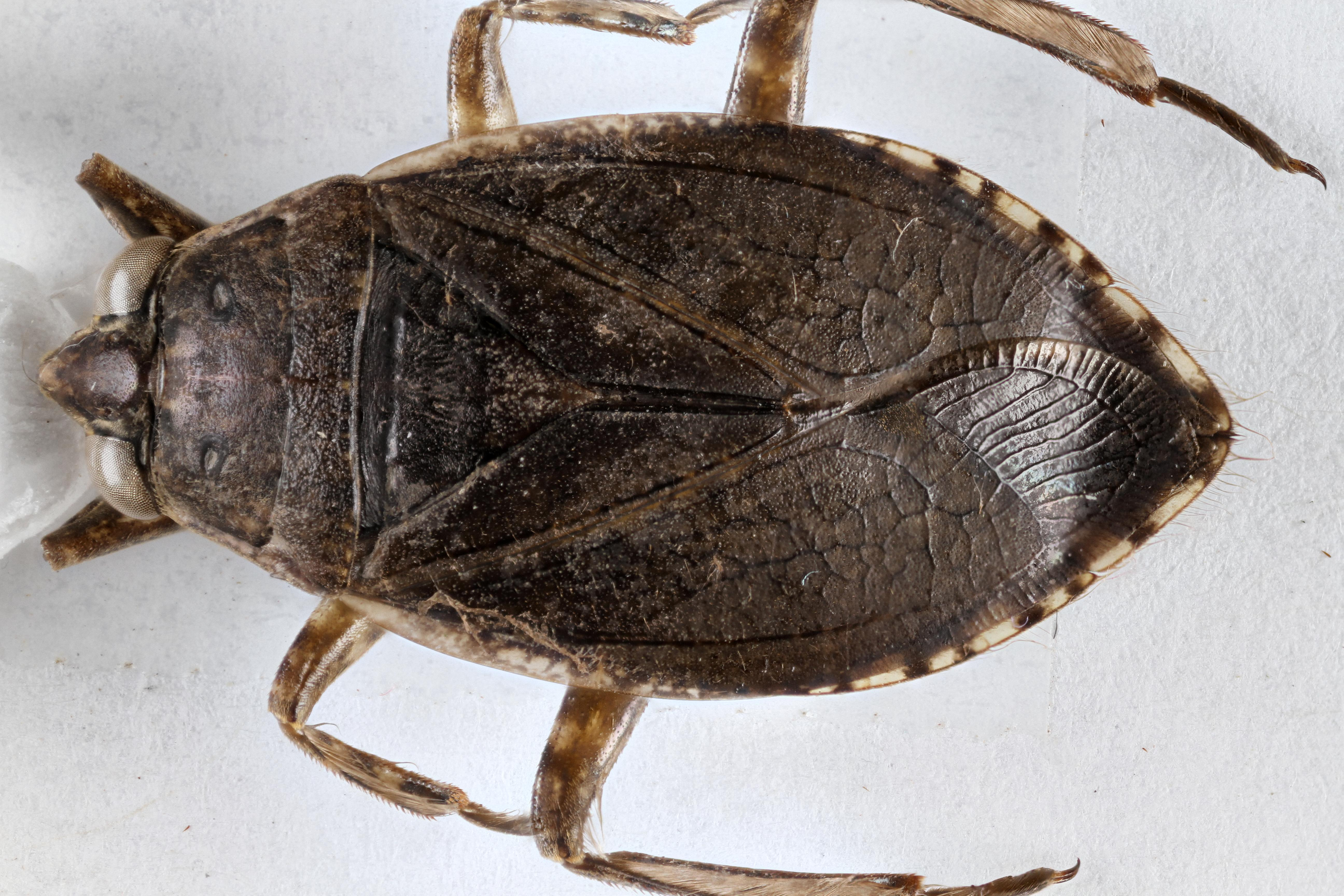
Belostoma minor, Floride.
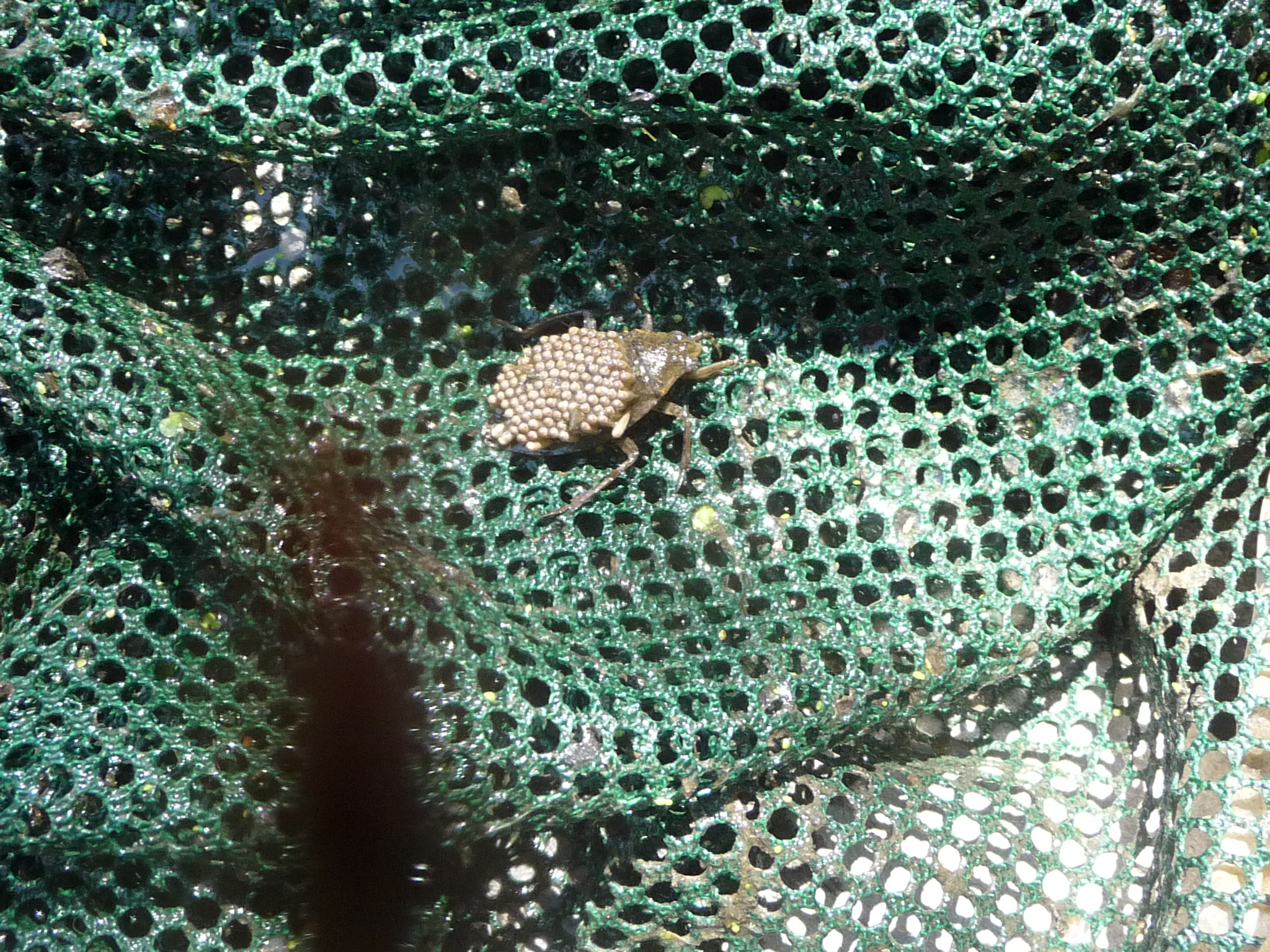
Mâle de Belostoma sp. capturé, avec une ponte sur les hémélytres, Virginie, États-Unis.

## Systématique
Le genre Belostoma a été défini par l'entomologiste français Pierre-André Latreille en 1807, dans le tome 3 de ses Genera crustaceorum et insectorum, secundum ordinem naturalem et familias disposita, pour une espèce américaine, B. testaceopallidum, qui est l'espèce type du genre. Le genre aujourd'hui comprend non moins de 74 espèces, qui comptent des espèces cryptiques difficiles à distinguer. Mahner 1993 l'a considéré comme invalide du fait de critères mal définis, mais Ribeiro & al. (2018) le reconfirment sur la base de critères bien déterminés. Il est considéré comme monophylétique. Il est réuni au sein de la tribu des Belostomatini avec le genre Abedus et le genre monotypique Weberiella, après la séparation de la tribu des Diplonychini par Ribeiro & al. (2018) . Il est de loin le genre le plus riche en espèce de la famille. 
Celles-ci sont classées maintenant en une quinzaine de groupes d'espèces. Ces groupes, créés par Lauck, sont basés sur la taille du corps et les organes génitaux mâles, sans prendre en compte la phylogénie du genre encore mal connue.
La connaissance du genre Belostoma doit beaucoup aux travaux de Arnold L. Montandon, de José A. De Carlo, de David R. Lauck,,,, d'Ana Lia Estévez, de John T. Polhemus et de José Ricardo I. Ribeiro,,.  

### Fossiles
Un fossile de l'espèce encore existante B. bakeri a également été découvert en Californie remontant à l'Holocène, soit à au plus  −11 700 ans.
Le taxon †Belostoma goldfussi Germar, 1837 est mentionné par le site Fossilworks, mais est considéré par le site Paleodatabase comme nomen dubium et de ce fait comme invalide. 

### Liste des groupes d'espèces et des espèces
Selon BioLib (15 octobre 2023), complété par ITIS (15 octobre 2023) et autres publications :
- groupe de Belostoma aurivilianum
  - Belostoma aurivillianum (Montandon, 1899)
- groupe de Belostoma bergi
  - Belostoma bergi (Montandon, 1899)
  - Belostoma bosqi De Carlo, 1932
  - Belostoma costalimai De Carlo, 1938
  - Belostoma martinezi De Carlo, 1957
- groupe de Belostoma bifoveolatum
  - Belostoma angustum Lauck, 1964
  - Belostoma bifoveolatum Spinola, 1852
  - Belostoma elegans Mayr, 1871
- groupe de Belostoma dentatum (qui comprend pour certains le groupe de B. subspinosum)[18]
  - Belostoma dentatum (Mayr, 1863)
  - Belostoma foveolatum (Mayr, 1863)
  - Belostoma harrisi Lauck, 1962
  - Belostoma malkini Lauck, 1962
  - Belostoma porteri De Carlo, 1942
- groupe de Belostoma denticolle[45]
  - Belostoma amazonum Estévez & Polhemus, 2001
  - Belostoma denticolle Montandon, 1903
  - Belostoma loprettoae Estévez & Armúa de Reyes, 2003
  - Belostoma orbiculatum Estévez & Polhemus, 2001
  - Belostoma retusum Estévez & Polhemus, 2001
- groupe de Belostoma dilatatum
  - Belostoma dilatatum (Dufour, 1863)
  - Belostoma gestroi Montandon, 1900
  - Belostoma martini Montandon, 1899
- groupe de Belostoma discretum
  - Belostoma discretum Montandon, 1903
- groupe de Belostoma fittkaui[33]
  - Belostoma fittkaui De Carlo, 1966
  - Belostoma sayagoi De Carlo, 1966
- groupe de Belostoma flumineum
  - Belostoma bakeri Montandon, 1913
  - Belostoma flumineum Say, 1832
  - Belostoma lutarium (Stål, 1855)
  - Belostoma saratogae Menke, 1958
- groupe de Belostoma minor
  - Belostoma confusum Lauck, 1959
  - Belostoma fusciventre (Dufour, 1863)
  - Belostoma minor (Palisot de Beauvois, 1805)
  - Belostoma testaceum (Leidy, 1847)
  - Belostoma thomasi Lauck, 1959[36]
- groupe de Belostoma oxyurum
  - Belostoma aztecum Lauck, 1959
  - Belostoma candidulum Montandon, 1903
  - Belostoma carajaensis Ribeiro & Estévez, 2009
  - Belostoma horvathi Montandon, 1903
  - Belostoma noualhieri Montandon, 1903
  - Belostoma oxyurum Dufour, 1863
  - Belostoma sanctulum Montandon, 1903
- groupe de Belostoma plebejum[6]
  - Belostoma estevezae Ribeiro & Alecrim, 2008
  - Belostoma lanemeloi Ribeiro & Ferrari, 2023
  - Belostoma lariversi De Carlo, 1960
  - Belostoma micantulum (Stål, 1860)
  - Belostoma minusculum (Uhler, 1884)
  - Belostoma nessimiani Ribeiro & Alecrim, 2008
  - Belostoma nicaeum Estévez & Polhemus, 2007
  - Belostoma nieseri Ribeiro & Ferrari, 2023
  - Belostoma parvum Estévez & Polhemus, 2007
  - Belostoma plebejum (Stål, 1858)
  - Belostoma pygmeum (Dufour, 1863)
- groupe de Belostoma stolli
  - Belostoma stollii (Amyot & Serville, 1843)
- groupe de Belostoma subspinosum[18]
  - Belostoma anurum (Herrich-Schäffer, 1848)
  - Belostoma asiaticum Mayr, 1863
  - Belostoma bordoni De Carlo, 1966
  - Belostoma boscii Le Peletier & Serville, 1825
  - Belostoma columbiae Lauck, 1962
  - Belostoma cummingsi De Carlo, 1935 (synonyme: B. cachoeirinhensis Lanzer-de-Souza, 1996)[39]
  - Belostoma dallasi De Carlo, 1930
  - Belostoma ellipticum Latreille, 1817
  - Belostoma elongatum Montandon, 1908
  - Belostoma guianae Lauck, 1962
  - Belostoma pseudoguianae Roback & Nieser, 1974
  - Belostoma subspinosum (Palisot, 1820)
  - Belostoma venezuelae Lauck, 1962
- groupe de Belostoma testaceopallidum
  - Belostoma ribeiroi De Carlo, 1933
  - Belostoma testaceopallidum Latreille, 1807
- groupe de Belostoma triangulum
  - Belostoma bachmanni De Carlo, 1956
  - Belostoma bicavum Lauck, 1964
  - Belostoma inusitatum Stefanello & Rodrigues, 2021[4]
  - Belostoma parvoculum Lauck, 1964
  - Belostoma triangulum Lauck, 1964
- espèces sans groupe attribué
  - Belostoma doesburgi De Carlo, 1966
  - Belostoma hirsutum Roback & Nieser, 1974
  - Belostoma sattleri De Carlo, 1966
  - Belostoma uhleri Montandon, 1897